# Inyector-bomba

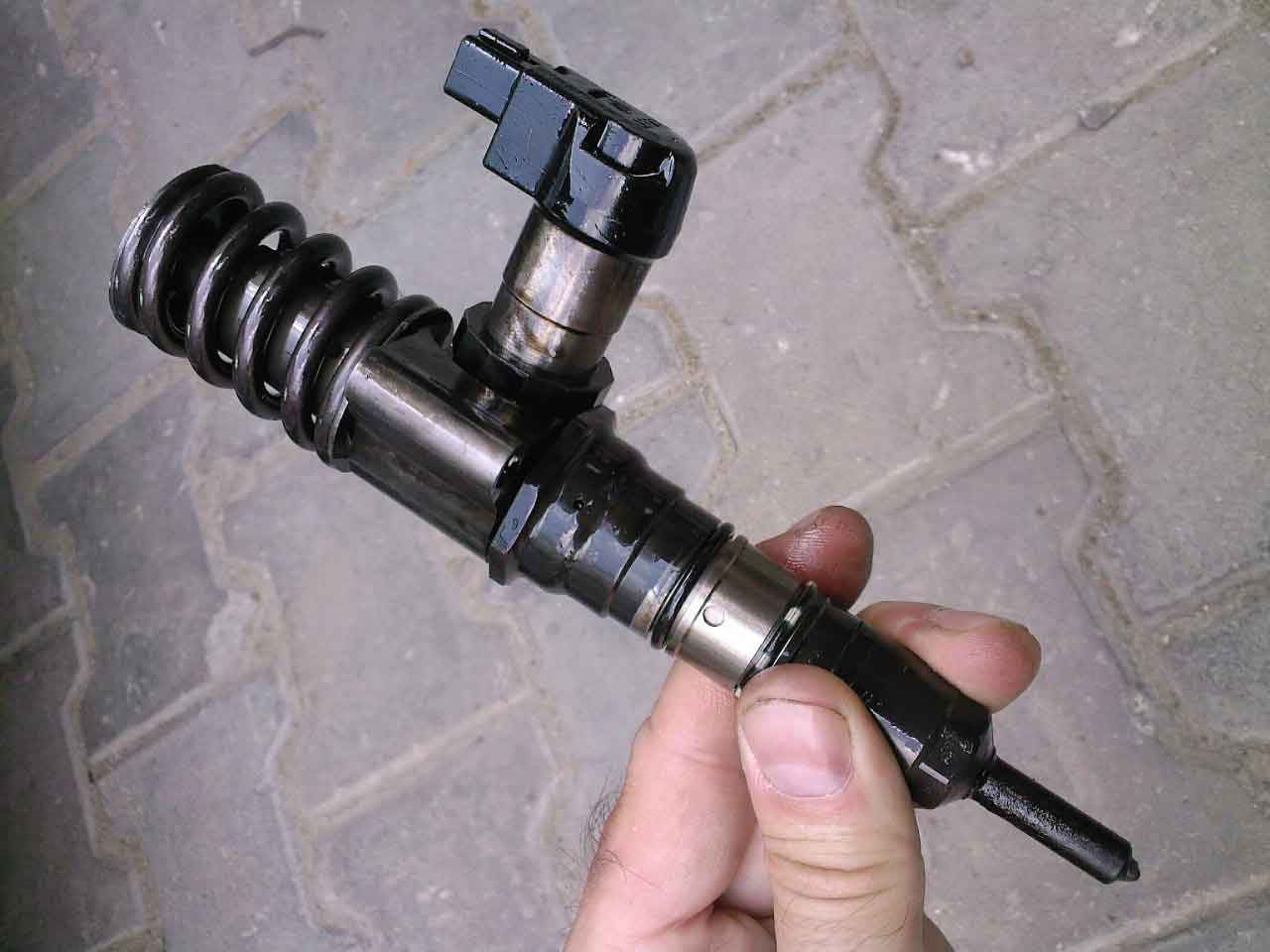
Inyector-Bomba de Volkswagen Bora.

El sistema de inyector-bomba es un componente que une la generación de presión, con la inyección del combustible dentro de la cámara de combustión, a diferencia del common rail donde la presión está en el conducto y después el inyector solo decide cuando y como dejar pasar ese combustible. Cada cilindro del motor tiene su propio inyector-bomba. El accionamiento mecánico para lograr la presión necesaria es producido por un árbol de levas, situado en la parte superior del inyector-bomba, el cual puede o no ser el mismo, que el encargado de la apertura, y cierre de las válvulas. 
Consta de una alimentación de combustible a baja presión, una a alta presión, y la electrónica de control, que consta de sensores, unidad de control electrónica y actuadores.
El combustible tiene que ser inyectado en la cantidad correcta, al momento preciso y con una alta presión. Si surgen mínimas diferencias, estas se traducen en un aumento de las emisiones contaminantes, sonoridad de la combustión o en un elevado consumo de combustible. Para el desarrollo de la combustión en un motor diésel, es importante que el periodo de retraso de la autoignición sea lo más breve posible. Entiéndase por tal el tiempo que transcurre desde el comienzo de la inyección hasta el momento en que empieza a aumentar la presión en la cámara de combustión. Si durante ese tiempo se inyecta una gran cantidad de combustible, se provoca un ascenso instantáneo de la presión, que se manifiesta en una sonoridad intensa de la combustión.
Entre las ventajas se menciona una mayor presión de inyección, cercana a los 2100 bar, y por consiguiente una menor emanación de gases contaminantes.